# Parotocrania
Parotocrania is een geslacht van wandelende takken uit de familie Diapheromeridae. De wetenschappelijke naam van dit geslacht is voor het eerst voorgesteld door Frank Hennemann en Oskar Conle in een publicatie uit 2024. De soorten van dit geslacht komen in het noordwesten van Zuid-Amerika voor.

## Soorten
- Parotocrania acutilobata Hennemann & Conle, 2024
- Parotocrania cassicephala (Conle, Hennemann & Gutiérrez, 2011)
- Parotocrania curvata Hennemann & Conle, 2024
- Parotocrania dilatipes (Conle, Hennemann & Gutiérrez, 2011)
- Parotocrania panamae Hennemann & Conle, 2024
- Parotocrania pastazae (Hebard, 1924)
- Parotocrania regina (Conle, Hennemann & Gutiérrez, 2011)
- Parotocrania segmentaria (Redtenbacher, 1908)